# 2024 au Canada
Pour un article plus général, voir Chronologie du Canada.
Cet article traite des événements qui se sont produits durant l'année 2024 au Canada.

## Événements

### Janvier
- x

### Février
- x

### Mars
- 23 mars : les funérailles d'État de l'ancien premier ministre Brian Mulroney ont lieu à la basilique Notre-Dame de Montréal[1].

### Avril
- x

### Mai
- x

### Juin
- 24 juin : élection partielle dans la circonscription de Toronto—St. Paul's. Défaite significative pour le Parti Libéral du Canada contre le candidat conservateur Don Stewart[2].

### Juillet
- 11 juillet : passage de la tempête post-tropicale Beryl en Ontario et au Québec.

### Août
- 9 août : passage de la tempête post-tropicale Debby en Ontario, au Québec et dans les maritimes[3].

### Septembre
- 16 septembre : élections partielles dans les circonscriptions de Elmwood—Transcona et LaSalle—Émard—Verdun[4].

### Octobre
- 8 octobre : le prix Nobel de physique est attribué à l'informaticien et psychologue brittano-canadien Geoffrey Hinton, ainsi qu'au physicien étasunien John Hopfield, pour leurs travaux sur l'apprentissage automatique.
- 19 octobre : élections générales en Colombie-Britannique.
- 21 octobre : élections générales au Nouveau-Brunswick.
- 28 octobre : élections générales en Saskatchewan.

### Novembre
- 15 novembre : les 55 000 travailleurs de Postes Canada commencent une gréve nationale[5].
- 26 novembre : élections générales en Nouvelle-Écosse.

### Décembre
- 13 décembre : le ministre du Travail, Steven MacKinnon, demande au Conseil canadien des relations industrielles d'ordonner retour au travail des travailleurs de Postes Canada. Les syndiqués reprennent le travail graduellement à compter du mardi suivant, le 17 décembre[6].

## Décès en 2024
Cette section contient les personnalités notables canadiennes mortes en 2024 et les personnalités notables non canadiennes mortes en 2024 au Canada.
- 3 janvier : Mimi Belmonte, médecin spécialisée en pédiatrie
- 4 janvier : Nancy Mackay, athlète, médaillée olympique
- 5 janvier : Gaston Marcotte, professeur universitaire d'éducation physique
- 8 janvier : Normand de Bellefeuille, écrivain, critique littéraire, professeur de littérature, poète
- 11 janvier : Ed Broadbent, homme politique, chef du Nouveau Parti démocratique de 1975 à 1989
- 12 janvier : Pierre Mailloux, psychiatre, animateur de radio, commentateur médiatique et polémiste
- 13 janvier :
  - Bernard Descôteaux, journaliste, directeur du quotidien Le Devoir de 1999 à 2016
  - Moe L'Abbé, joueur de hockey sur glace
- 14 janvier : Margaret Crosland, patineuse artistique
- 17 janvier :
  - Serge Laprade, chanteur
  - Shawn Barber, athlète, spécialiste du saut à la perche
- 19 janvier : Yves St-Denis, homme d'affaires et homme politique
- 20 janvier : Norman Jewison, réalisateur, scénariste et producteur
- 22 janvier : Derrick Bragg (en), homme politique et ministre provincial ténelien
- 27 janvier :
  - Robert Demontigny, chanteur
  - Ricardo López, homme politique, député fédéral
- 29 janvier : René d'Antoine (Antoine René Letarte), auteur, compositeur, membre des Bel Canto
- 6 février : Jacques Duval, critique musical et chroniqueur automobile
- 7 février : Bob Altemeyer, professeur de psychologie
- 8 février : Daryl Kramp, homme politique
- 11 février : Henri Sassine, maître d'armes et entraîneur olympique d'escrime
- 12 février : Patty Sahota, femme politique
- 22 février : Jean-Guy Talbot, joueur de hockey sur glace
- 23 février :
  - Don Poile, joueur de hockey sur glace
  - Chris Gauthier, acteur
- 24 février : Kenneth Alexander Mitchell, acteur
- 28 février :
  - Lucien Lessard, homme politique
  - Werner Nold, monteur et réalisateur
- 29 février :
  - Paul Vachon alias Butcher Vachon, lutteur professionnel
  - Brian Mulroney, homme politique, premier ministre du Canada de 1984 à 1993
- 2 mars :
  - Paul Houde, animateur radio et télé
  - Tim Ecclestone, joueur de hockey professionnel
- 3 mars : Emmanuëlle, autrice-compositrice-interprète
- 4 mars : Paryse Martin, artiste et enseignante
- 10 mars : Margot Lemire, écrivaine, poète et dramaturge
- 11 mars : Louis Brien, artiste-graveur
- 13 mars : Rosemary Aubert, femmes de lettres, auteure de roman policier
- 15 mars : Andy Liu, mathématicien
- 16 mars : Lionel Théorêt, président fondateur du Centre ÉPIC de l'Institut de cardiologie de Montréal
- 18 mars :
  - Chris Simon, joueur professionnel de hockey
  - Claude Bisson, juriste et juge en chef du Québec
  - Carole-Marie Allard, avocate, auteure, journaliste et femme politique
- 19 mars : 
  - Léonard Forest, artiste, poète et cinéaste acadien
  - Roy McMurtry, avocat et homme politique
  - Yves Michaud, journaliste et homme politique
- 24 mars : Gordon Singleton, coureur cycliste sur piste
- 25 mars : Dave Forbes, joueur de hockey professionnel
- 30 mars : Benoît Pelletier, avocat et homme politique
- 31 mars : Guylaine Guy, chanteuse, actrice et artiste visuelle
- 1er avril :
  - Dan Philip, président de la Ligue des Noirs du Québec de 1980 à 2020
  - Anne Innis Dagg, zoologiste et féministe
- 2 avril : Thérèse Gouin Décarie, psychologue et professeure universitaire
- 4 avril : Iona Campagnolo, femme politique et lieutenante-gouverneure de la Colombie-Britannique de 2001 à 2007
- 7 avril : John Allen Fraser, homme politique, président de la Chambre des communes de 1986 à 1993
- 8 avril : Susan Stultz, femme d'affaires et femme politique
- 14 avril : Jacques Lussier, comédien
- 16 avril : Micheline Labelle, anthropologue et professeure d’université
- 18 avril : Yoshio Masui, biologiste cellulaire et professeur
- 23 avril : Michel Lemire, agriculteur et éleveur de bovins
- 26 avril : Serge Cabana, communicateur, essayiste et formateur
- 27 avril : Jean-Pierre Ferland, auteur-compositeur-interprète
- 28 avril : Alan Scarfe, acteur, metteur en scène et auteur
- 29 avril : Michel Pouliot, aviateur et homme d'affaires
- 9 mai : Rex Murphy, commentateur politique
- 10 mai :
  - Jim Peterson, homme politique
  - Marcel-Romain Thériault, écrivain, acteur, scénariste et metteur en scène
- 11 mai : Ron Ellis, joueur de hockey professionnel
- 13 mai :
  - Arthur Irving, homme d'affaires milliardaire
  - Alice Munro, écrivaine
- 14 mai :
  - Mélanie Renaud, auteure-compositrice-interprète
  - Jacques Monet, prêtre jésuite historien et professeur
- 15 mai : Darren Dutchyshen, animateur et journaliste sportif
- 19 mai :
  - Caroline Dawson, autrice, sociologue et enseignante
  - Claude Villeneuve, biologiste et professeur
- 25 mai : Albert S. Ruddy, producteur et scénariste
- 26 mai : Serge Cabana, communicateur, essayiste et formateur
- 27 mai : Rachel Cailhier, actrice
- 29 mai : Cayouche (Réginald Charles Gagnon), auteur-compositeur-interprète country
- 31 mai : Robert Pickton, éleveur de porcs et tueur en série
- 4 juin : Yves Morin, médecin cardiologue, professeur, écrivain et homme politique
- 11 juin : Gilles A. Perron, technicien, conseiller politique et homme politique
- 12 juin : Shannon O'Neill, femme politique
- 14 juin : Maurice Godin, homme politique
- 20 juin : Donald Sutherland, acteur
- 25 juin : Billy Carter, joueur de hockey professionnel
- 27 juin :
  - Marc Laviolette, syndicaliste
  - Serge Arcuri, compositeur
  - Benoît Dagenais, acteur
- 28 juin : Gene Achtymichuk,  joueur de hockey professionnel
- 7 juillet : Claude Ferragne, athlète, spécialiste du saut en hauteur
- 9 juillet :
  - Barry Wellman, sociologue
  - Martine Beaugrand, femme politique, mairesse par intérim de Laval en 2013
  - Odette Gagnon, actrice
- 12 juillet : Alex Forsyth, joueur de hockey professionnel
- 15 juillet : John Williams, comptable et homme politique
- 17 juillet :
  - Réjean Parent, chroniqueur, syndicaliste et président de la Centrale des syndicats du Québec de 2003 à 2012
  - Alcides Lanza, compositeur, chef d'orchestre, pianiste et professeur de musique
- 30 juillet : Lyle Stewart, homme politique et ministre saskatchewanais
- 31 juillet : Giuseppe Sciortino, avocat et homme politique
- août : Jacques Delisle, avocat, juge et criminel
- 6 août : Sheila Golden Kussner, philanthrope
- 13 août : Chuck Strahl, homme d'affaires et homme politique
- 14 août : Denise Gagnon, actrice et enseignante
- 22 août : Marcel Parent, homme politique
- 26 août :
  - Marcel Tessier, historien
  - Paul Dwayne, auteur-compositeur-interprète de musique country
- 30 août : Michelle Fazzari, lutteuse
- 31 août : Stevie Cameron, journaliste d'enquête
- 6 septembre : Cathy Merrick, grande cheffe de l’Assemblée des chefs du Manitoba de 2022 à 2024
- 12 septembre : Frank Oberle Sr., homme d'affaires et homme politique
- 16 septembre : Paul-André Cadieux, joueur et entraîneur de hockey
- 23 septembre : Gary Reineke, acteur
- 24 septembre : Francis Fox, avocat et homme politique
- 27 septembre : Roger Miron, auteur-compositeur-interprète
- 1er octobre : Maurice Henrie, écrivain et professeur
- 2 octobre : Daniel Pinard, sociologue, journaliste, animateur de télévision, chroniqueur et écrivain
- 3 octobre : Emil Skamene, médecin et professeur d'université
- 4 octobre :
  - Laurent Lachance, linguiste, pédagogue, auteur et créateur
  - Ian Affleck, physicien et professeur d'université
- 5 octobre : Antoine Ayoub, économiste et professeur d'université
- 6 octobre : Gilles Devault, poète, dramaturge et peintre
- 10 octobre : Don Marshall, joueur de hockey
- 11 octobre : Mike Bullard, humoriste et animateur de radio et de télévision
- 12 octobre : Alvin Rakoff, réalisateur
- 15 octobre : Robert Fulford, journaliste, éditeur et essayiste
- 18 octobre : Donald Bruce Redford, égyptologue et archéologue
- 20 octobre : Solange Chalvin, journaliste, administratrice, rédactrice et auteure
- 25 octobre : Bill Hay, joueur de hockey
- 29 octobre : John Little, peintre
- 30 octobre : Kim Collins, joueur de hockey
- 1er novembre : Marcel Bédard, homme politique
- 3 novembre : Herby Moreau, journaliste et animateur
- 4 novembre :
  - Murray Sinclair, avocat, juge et sénateur
  - James Penton, professeur émérite d'histoire
- 5 novembre : Lucien Francoeur, auteur, poète, chanteur, enseignant et chroniqueur
- 12 novembre : John Horgan, homme politique, premier ministre de la Colombie-Britannique de 2017 à 2022
- 13 novembre : Dan Hennessey, acteur et doubleur
- 20 novembre : Allan Kenneth McLean, homme politique
- 26 novembre : Malcolm Smith, motard, pilote automobile et homme d'affaires
- 27 novembre : Jean-Sébastien Larouche, poète, slameur et éditeur
- 29 novembre :
  - Edgar Fruitier, comédien, animateur et mélomane
  - Anna Banana, artiste et éditrice
  - Larry McIntyre, joueur et entraîneur de hockey sur glace
- 2 décembre : Louise Cotnoir, poète, dramaturge et nouvelliste
- 9 décembre : Gérard-Raymond Morin, homme politique
- 10 décembre : Madeleine Arbour, peintre, dessinatrice et designer
- 15 décembre : Monique Vézina, femme politique
- 19 décembre : Paul Szabo, comptable et homme politique
- 23 décembre : Angus MacInnes, acteur
- 27 décembre : Dayle Haddon, mannequin et actrice

#### L'année sportive 2024 au Canada
- Canada aux Jeux olympiques d'été de 2024
- Championnat canadien de soccer 2024
- Coupe Memorial 2024
- Major League Soccer 2024
- Saison 2024 du CF Montréal
- Première ligue canadienne 2024
- Saison 2024 de la Ligue canadienne de football
- Saison 2024 de la Première ligue de soccer du Québec
- Saison 2024 de la Super League
- Saison 2023-2024 des Raptors de Toronto
- Saison 2024-2025 des Raptors de Toronto
- Saison 2023-2024 de la LHJMQ
- Saison 2024-2025 de la LHJMQ
- Grand Prix cycliste de Montréal 2024
- Grand Prix cycliste de Québec 2024
- Tournoi du Canada de rugby à sept 2024

#### L'année 2024  au Canada par province ou territoire
- 2024 en Colombie-Britannique
- 2024 au Manitoba
- 2024 en Nouvelle-Écosse
- 2024 au Nouveau-Brunswick
- 2024 au Nunavut
- 2024 en Ontario
- 2024 au Québec
- 2024 en Saskatchewan
- 2024 à Terre-Neuve-et-Labrador
- 2024 aux Territoires du Nord-Ouest
- 2024 au Yukon
- 2024 en Alberta

#### L'année 2024 dans le reste du monde
- L'année 2024 dans le monde
- 2024 par pays en Amérique, 2024 au Brésil, 2024 au Canada, 2024 aux États-Unis, 2024 au Mexique, 2024 au Québec
- 2024 en Europe, 2024 dans l'Union européenne, 2024 en Belgique, 2024 en France, 2024 en Italie, 2024 en Suisse
- 2024 en Afrique • 2024 par pays en Asie • 2024 en Océanie
- 2024 aux Nations unies
- Décès en 2024